# Valeriu Niculescu
Valeriu „Sony” Niculescu (ur. 25 stycznia 1914 w Braile, zm. 18 listopada 1986) – rumuński piłkarz grający na pozycji napastnika. W swojej karierze rozegrał 2 mecze w reprezentacji Rumunii i strzelił 1 gola.

## Kariera klubowa
Karierę piłkarską Niculescu rozpoczynał w klubie Turda Bukareszt. Następnie został zawodnikiem Unirei Tricolor Bukareszt. W 1934 roku awansował do kadry pierwszego zespołu. W pierwszej lidze rumuńskiej zadebiutował 2 września 1934 w zremisowanym 2:2 wyjazdowym meczu z Glorią Arad. W Unirei Tricolor grał do 1938 roku.
W 1938 roku Niculescu przeszedł do Juventusu Bukareszt. Po 2 latach gry w nim wrócił do Unirei Tricolor. W sezonie 1940/1941 z 21 golami został z Ionem Bogdanem królem strzelców ligi, a Unirea Tricolor wywalczyła mistrzostwo kraju. W 1944 roku Niculescu ze swoim klubem został wicemistrzem Rumunii. W tym samym roku był też wypożyczony do Laresu Bukareszt.
W 1945 roku Niculescu przeszedł do Ciocanulu Bukareszt. W sezonie 1946/1947 grał w Griviţa CFR Bukareszt, a karierę kończył w 1948 roku w Unirei Tricolor Bukareszt.

## Kariera reprezentacyjna
W reprezentacji Rumunii Niculescu zadebiutował 1 czerwca 1941 roku w przegranym 1:4 towarzyskim meczu z III Rzeszą, w którym strzelił gola. Od 1941 do 1942 roku rozegrał w kadrze narodowej 2 spotkania i zdobył 1 bramkę.
| Mecze i gole w reprezentacji | Mecze i gole w reprezentacji | Mecze i gole w reprezentacji | Mecze i gole w reprezentacji | Mecze i gole w reprezentacji | Mecze i gole w reprezentacji | Mecze i gole w reprezentacji |
| #                            | Data                         | Stadion                      | Rywal                        | Wynik                        | Gol                          | Rozgrywki                    |
| 1941                         | 1941                         | 1941                         | 1941                         | 1941                         | 1941                         | 1941                         |
| ---------------------------- | ---------------------------- | ---------------------------- | ---------------------------- | ---------------------------- | ---------------------------- | ---------------------------- |
| 1.                           | 01.06.1941                   | Bukareszt, Rumunia           | III Rzesza                   | 1:4                          | 1                            | towarzyski                   |
| 1942                         |                              |                              |                              |                              |                              |                              |
| 2.                           | 16.08.1942                   | Bytom, III Rzesza            | III Rzesza                   | 0:7                          | 0                            | towarzyski                   |